# Chorebus karelicus
Chorebus karelicus är en stekelart som beskrevs av Vladimir Ivanovich Tobias 1986. Chorebus karelicus ingår i släktet Chorebus och familjen bracksteklar. Inga underarter finns listade i Catalogue of Life.